# Enrique Lihn

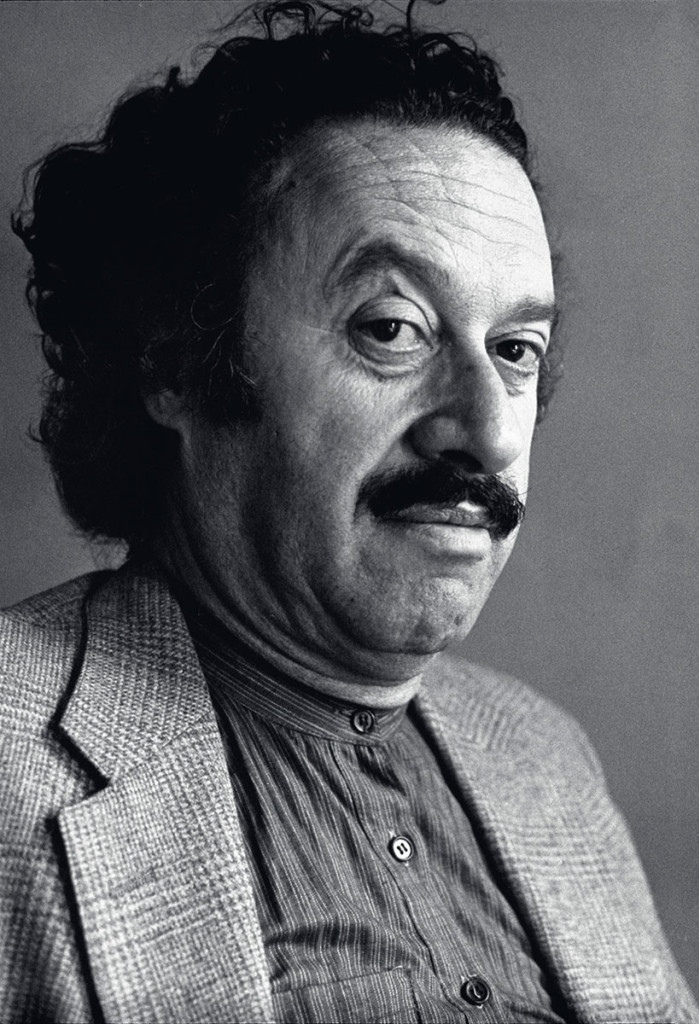
Enrique Lihn

Enrique Lihn Carrasco (* 3. September 1929 in Santiago de Chile; † 10. Juli 1988 ebenda) war ein chilenischer Dichter und Autor. Bekannt wurde er für seine Gedichte, aber er schrieb ebenfalls Erzählungen, Romane, Essays und Theaterstücke.

## Biographie
1929 als Sohn von Enrique Lihn Doll und María Carrasco Delano geboren, besuchte Lihn zuerst das Saint George’s College und später das Liceo Alemán in Santiago de Chile. Mit nur 13 Jahren wechselte er 1942 an die Escuela de Bellas Artes der Universidad de Chile, um dort Bildende Kunst zu studieren. Das Studium schloss er jedoch nicht ab und begann stattdessen zu schreiben. 1949 veröffentlichte er seinen ersten Gedichtband Nada se escurre. 1952 sorgte er zusammen mit Nicanor Parra und Alejandro Jodorowsky für Aufsehen, als sie an verschiedenen öffentlichen Orten Santiagos die poetische Collage „Quebrantahuesos“ aushängten.
1965 erhielt er ein Stipendium der UNESCO, um in Europa Museologie zu studieren, und reiste nach Frankreich. Für seinen in Europa entstandenen Gedichtband Poesía de paso wurde Lihn 1966 mit einem Premio Casa de las Américas ausgezeichnet und verbrachte anschließend zwei Jahre in Santiago de Cuba. Später, vor allem nach der „Padilla Affäre“ um den kubanischen Dichter Heberto Padilla, distanzierte Lihn sich von Kuba. Von 1970 bis 1973 leitete Lihn die taller de poesía der Universidad Católica de Chile. Dank eines Guggenheim Stipendiums verbrachte er 1978 einige Monate in New York. Während dieses Aufenthalts entstand der Gedichtband A partir de Manhattan. Während der chilenischen Militärdiktatur äußerte Lihn mit Werken wie El Paseo Ahumada und mit seiner sozialen und poetischen Maske des Gerardo de Pompier, die er öffentlich in Happenings auftreten ließ, seine Kritik an der sozialen und politischen Situation seines Landes.
Im Juli 1988 starb Enrique Lihn im Alter von 58 Jahren in Santiago de Chile an Krebs. Die Zeit seiner Krankheit dokumentierte er in Gedichtform; bis kurz vor seinem Tod hörte er nicht auf zu schreiben. Diese Gedichte erschienen postum unter dem Titel Diario de muerte und geben einen tiefen Einblick in die Konfrontation des Dichters mit seinem eigenen Tod.

## Poetik
Enrique Lihn zählt zu der sogenannten generación del 50 in Chile. Nach den großen chilenischen Dichtern der ersten Hälfte des 20. Jahrhunderts (Gabriela Mistral, Pablo Neruda, Vicente Huidobro) musste die jüngere Generation die Lyrik für sich neu erfinden und erobern. Allen voran distanzierte sich Nicanor Parra von der erhabenen lyrischen Stimme Nerudas und machte eine weitaus kolloquialere und alltäglichere Sprache für die Lyrik fruchtbar. Durchaus beeinflusst von Parra entwickelte Lihn eine ganz eigene lyrische Stimme und einen unverwechselbaren Stil. Seine Verse erinnern in ihrer Länge oft an poetische Prosa und nähern sich auch in ihren Themen bisweilen dem Essay an, ohne dabei aber je ihre poetische Tiefe aufzugeben. Immer wiederkehrende Themen seiner Gedichte sind die Kindheit und die Reise. Das übergeordnete Thema von Lihns Lyrik sind allerdings die Sprache und die Lyrik selber. Die Reflexion über das eigene Schreiben und über die Diskrepanz zwischen Welt und Gedicht zieht sich durch sein gesamtes Werk.

## Werke

### Lyrik
- 1949 – Nada se escurre, colección Orfeo, Talleres Gráficos Casa Nacional del Niño, Santiago
- 1955 – Poemas de este tiempo y de otro, Ediciones Renovación, Santiago
- 1963 – La pieza oscura, Editorial Universitaria, Santiago; online verfügbar über das Portal Memoria Chilena. 1972 erschien in París eine zweisprachige Ausgabe —La chambre noire— übersetzt von Jean-Michel Fossey gestaltet von Roberto Matta
- 1966 – Poesía de paso, Casa de las Américas, La Habana
- 1969 – Escrito en Cuba, Alacena / Era, México D.F.
- 1969 – La musiquilla de las pobres esferas, Universitaria, Santiago; online verfügbar über das Portal Memoria Chilena
- 1972 – Algunos poemas, colección OCNOS, Barral Editores, Barcelona
- 1975 – Por fuerza mayor, colección OCNOS, Barral Editores, Barcelona
- 1977 – París, situación irregular, Vorwort von Carmen Foxley; Ediciones Aconcagua
- 1978 – Lihn y Pompier, Ediciones del Departamento de Estudios Humanísticos, Santiago
- 1978 – The Dark Room and Other Poems, herausgegeben von P.Lerzundi, übersetzt von J. Felstiner, J. Cohen, D. Unger; New Directions, Nueva York
- 1979 – A partir de Manhattan, Universitaria, Santiago; online verfügbar über das Portal Memoria Chilena
- 1981 – Noticias del extranjero
- 1981 – Antología al azar, Ruray, Lima
- 1982 – Estación de los desamparados, Premia Editora, México D.F.
- 1983 – Al bello aparecer de este lucero, Ediciones del Norte, Hannover, USA
- 1983 – El Paseo Ahumada, mit Fotos von Paz Errázuriz y Marcelo Montecino, Zeichnungen des deutschen Künstlers Arestizábal; Ediciones Minga, Santiago; online verfügbar über das Portal Memoria Chilena (2004: Ediciones UDP con prólogo de Alejandro Zambra y dos poemas añadidos)
- 1986 – Pena de extrañamiento, Sin Fronteras, Santiago
- 1987 – Mester de juglaría, Hiperión
- 1987 – La aparición de la Virgen, mit Zeichnungen und Texten von Lihn
- 1988 – Antología de paso, LOM Ediciones, Santiago
- 1989 – Diario de muerte, herausgegeben und transkribiert von Pedro Lastra und Adriana Valdés, Universitaria, Santiago; online verfügbar über das Portal Memoria Chilena (2010: UDP con prólogo de Christopher Domínguez Michael)
- 2012 – La efímera vulgata, mit Fotografien von Luis Poirot; UDP, Santiago

### Postume Anthologien
- 1989 – Álbum de toda especie de poemas, mit einem Vorwort des Autors; Editorial Lumen, Barcelona
- 1995 – Porque escribí, herausgegeben von Eduardo Llanos Melussa
- 1999 – Figures of Speech, Poems by Enrique Lihn, herausgegeben und übersetzt von Dave Oliphant
- 2005 – Una nota estridente, UDP, Santiago
- 2009 – Una voz parecida al contrario, Casa de las Américas, La Habana
- 2012 – La aparición de la Virgen y otros poemas políticos (1963-1987) (Herausgegeben von Andrés Florit Cento. Vorwort von Vicente Undurraga)

### Essays
- 1952 – Introducción a la poesía de Nicanor Parra
- 1959 – «Pedro Luna, el pintor» en Pedro Luna, Instituto de Extesión de Artes Plásticas, Universidad de Chile
- 1966 – «Definición de un poeta», Anales de la Universidad de Chile, n.º137 enero-marzo
- 1971 – La cultura en la vía chilena al socialismo
- 1983 – Sobre el estructuralismo de Ignacio Valente
- 1987 – Señales de ruta de Juan Luis Martínez, Artikel verfasst gemeinsam mit Pedro Lastra; online verfügbar über das Portal Memoria Chilena
- 1988 – Eugenio Téllez, descubridor de invenciones, imprenta Ograma, Santiago
- 1996 – El circo en llamas, críticas literarias; herausgegeben von Germán Marín, LOM, Santiago
- 2008 – Textos sobre arte, zusammengestellt und herausgegeben von Adriana Valdés und Ana María Risco; UDP, Santiago

### Erzählungen
- 1964 – Agua de arroz, Ediciones del Litoral, Santiago
- 1972 – Diez cuentos de bandidos, Anthologie mit einem Vorwort von Lihn; Quimantú, Santiago. Enthält:
  - «Quilapán», de Baldomero Lillo; «Complot», de Olegario Lazo Baeza; «Los dos», de Rafael Maluenda; «El cuarto de las garras», de Fernando Santiván; «El aspado», de Mariano Latorre; «Pat'e cabra», de Víctor Domingo Silva; «Cuesta arriba», de Luis Durand; «El último disparo del Negro Chávez», de Óscar Castro; y «La espera», de Guillermo Blanco
- 1989 – La República Independiente de Miranda, Editorial Sudamericana
- 2005 – Huacho y Pochocha, contiene 10 textos de sus dos anteriores libros de cuentos; Sudamericana, Santiago
- 2017 – Cuentos reunidos, enthält 12 Texte aus dem Band Agua de arroz und aus La República Independiente de Miranda, mit einem Vorwort von Roberto Careaga; Ediciones UDP, Santiago

### Romane
- 1973 – Batman en Chile, Ediciones de la Flor, Buenos Aires. Wiederaufgelegt 2008 bei Bordura Ediciones, Santiago.
- 1976 – La orquesta de cristal, Editorial Sudamericana, Buenos Aires (2013: Editorial Hueders, Santiago)
- 1980 – El arte de la palabra, Editorial Pomaire, España (2023: Editorial Overol, Santiago)

### Theater
- Café-Concert
- Las gallinas, geschrieben in den 1970er Jahren; uraufgeführt unter der Regie von Pedro Vicuña am 22. März 2007 in der Sala Agustín Siré (Morandé 750, Santiago)
- La Mekka, uraufgeführt unter der Regie von Gustavo Mezaen im Dezember 1984 im Theater „Imagen“, Santiago
- Niu York, cartas marcadas, uraufgeführt 1985 vom Autor und der Theatergruppe Paseo Ahumada in der Casa Larga, Santiago
- La radio, 1987
- La comedia de los bandidos, uraufgeführt 1994 unter der Regie von Aldo Parodi
- Copelius y Copelia
- Diálogos de desaparecidos, 2018

### Weitere Werke
- 1992 – Roma, la loba, publicado en Un cómic, herausgegeben von Pablo Brodsky; online verfügbar über das Portal Memoria Chilena;
- 2006 – Enrique Lihn: Entrevistas (ausgewählt von Daniel Fuenzalida, herausgegeben von Juan Carlos Saéz)
- 2016 – Las cartas de Eros